# Bistum Penang
Das Bistum Penang (lat.: Dioecesis Pinangensis) ist eine in Malaysia gelegene römisch-katholische Diözese mit Sitz in George Town. Es umfasst die Bundesstaaten Perlis, Kedah, Penang, Kelantan und Perak im Nordwesten Malaysias.

## Geschichte
Das Bistum Penang wurde am 25. Februar 1955 durch Papst Pius XII. aus Gebietsabtretungen des Erzbistums Malakka errichtet. Es ist dem Erzbistum Kuala Lumpur als Suffraganbistum unterstellt.

## Bischöfe von Penang
- Francis Chan, 1955–1967
- Gregory Yong Sooi Ngean, 1968–1977, dann Erzbischof von Singapur
- Anthony Soter Fernandez, 1977–1983, dann Erzbischof von Kuala Lumpur
- Antony Selvanayagam, 1983–2012
- Sebastian Kardinal Francis, seit 2012